# Баскаринский канал
Баскаринский канал — оросительный канал в Казалинском районе Кызылординской области Казахстана. Построен в 1928 году. Длина — 48 км, ширина — 5—6 м. Объём пропуска воды — 11,68 м³/с. Берёт начало с реки Сырдарья и образует несколько ответвлений (самый большой — Тасарык, 6,3 м³/с). Орошаются поля и пастбища, расположенные в Казалинском и Аральском районах.